# Benedetto I di Milano
Benedetto I, a volte anche Benedetto Crispo (Milano, ... – Milano, 725), è stato un vescovo italiano.
Fu arcivescovo di Milano dal 681 al 725.

## Biografia
Secondo una tradizione durata almeno fino al XIX secolo, veniva presentato come membro della famiglia aristocratica milanese dei Crespi; secondo un'altra ricostruzione, a suo tempo sostenuta anche da san Carlo Borromeo, proveniva dalla città dell'Aquila ed era membro della famiglia Crispomonti.
Resse la cattedra milanese per quarantacinque anni e fu coinvolto in questioni giudiziarie, che perse. Benedetto è ricordato per aver scritto l'epitaffio per Caedwalla, re del Wessex che era stato sepolto nella Basilica di San Pietro a Roma. È citato nella Historia Langobardorum di Paolo Diacono.
Secondo il martirologio, il suo giorno festivo è ricordato l'11 marzo.